# Stop and Smell the Roses
 Stop and Smell the Roses ist das neunte Album, beziehungsweise das achte Studioalbum von Ringo Starr nach der Trennung der Beatles. Es wurde am 20. November 1981 in Großbritannien (USA: 26. Oktober 1981) veröffentlicht.

## Entstehungsgeschichte
Nach der Veröffentlichung seiner beiden letzten Alben Ringo the 4th und Bad Boy, die bis dato die beiden kommerziell erfolglosesten waren, hatte Ringo Starr im Jahr 1978 keinen Plattenvertrag für Kontinentaleuropa mehr. In dieser Situation begab er sich mit Russ Ballard als Produzent im Juli 1978 in Kopenhagen (Dänemark) in die Sweet Silence Studios, um ein neues Album aufzunehmen. Es ist nicht bekannt, wie viele Lieder fertiggestellt worden sind; lediglich As Far As We Can Go erschien als Bonustitel auf der CD-Wiederveröffentlichung des Albums Old Wave im September 1994. Zwei weitere Titel She’s So in Love und One Way Love Affair wurden auf Bootlegs veröffentlicht. Es soll laut CD-Begleitheft noch die weitere Aufnahme On the Rebound existieren.
Nach den Fehlschlägen in seiner musikalischen Karriere musste Ringo Starr 1979 mehrere weitere private Krisensituationen bewältigen. Im April brach er zusammen und musste sich in Monte Carlo einer Operation unterziehen. Am 28. November 1979 zerstörte ein Feuer sein Haus in Los Angeles. Starr blieb unverletzt, aber ein großer Teil seiner gesammelten Andenken aus der Beatles-Zeit ging verloren. Andererseits traf er im Februar 1980 zu Dreharbeiten für den Kinofilm Caveman seine zukünftige Frau Barbara Bach, die er am 27. April 1981 heiratete.
Ringo Starr beschloss das musikalische Konzept seiner drei Alben Ringo, Goodnight Vienna und Ringo’s Rotogravure wieder aufleben zu lassen, in dem er wieder prominente Musikerfreunde sowie John Lennon, Paul McCartney und George Harrison einlud, ihn musikalisch mit Liedern zu unterstützen.
Die ersten Aufnahmen fanden vom 11. bis 21. Juli 1980 in den Super Bear Studios in Frankreich statt, wo er mit Paul McCartney als Produzenten die Lieder Private Property, Attention, Sure to Fall (In Love with You) und You Can’t Fight Lightning einspielte. Es folgten vom 11. August bis zum 27. September in den Devonshire Sound Studios in Los Angeles die Aufnahmen der Lieder You’ve Got a Nice Way, Red and Black Blues und Wake Up (Produzent: Stephen Stills), sowie Dead Giveaway und Brandy, die von Ronnie Wood und Ringo Starr produziert wurden. Die Fertigstellung der Lieder erfolgte an verschiedenen Terminen im Dezember 1980 sowie vom Januar bis Februar 1981.
Mit Harry Nilsson als Produzent nahm Ringo im November 1980 in den Evergreen Recording Studios in Burbank sowie vom 1. bis zum 4. Dezember 1980 in den Compass Point Studios auf den Bahamas die Titel Drumming Is My Madness, Stop and Take the Time to Smell the Roses und Back Off Boogaloo auf. Back Off Boogaloo war eine Neuaufnahme der Single-A-Seite vom März 1972. Auch bei diesen Liedern erfolgte die Fertigstellung erst im September 1981.
Als sechster Produzent, einschließlich Ringo Starr, fungierte George Harrison vom 19. bis zum 25. November 1980, in dessen eigenen Aufnahmestudio Friars Park Studio, Henley-on-Thames (F.P.S.H.O.T.) drei weitere Lieder eingespielt wurden. Wrack My Brain und You Belong to Me wurden für das Album verwendet, während eine frühe Version des Liedes All Those Years Ago von George Harrison neu aufgenommen und für sein Album Somewhere in England verwendet wurde.
Am 15. November 1980 traf sich Ringo Starr mit John Lennon im Plaza Hotel in New York, wo er von Lennon eine Musikkassette mit vier Liedern überreicht bekam, wobei wohl die beiden Demoaufnahmen Life Begins at Forty und Nobody Told Me auf der Kassette enthalten waren. Geplante gemeinsame Aufnahmen im Januar 1981 konnten aufgrund der Ermordung von John Lennon nicht realisiert werden.
Im März 1981 sollte das Album unter dem ursprünglichen Titel: Can’t Fight Lightning und einem Coverfoto, das dann im Februar 1989 für das Kompilationsalbum Starr Struck: Best of Ringo Starr, Vol. 2 verwendet wurde, bei Portrait Records wie folgt erscheinen:
1. Attention
2. Private Property
3. You’ve Got a Nice Way
4. Wake Up
5. You Can’t Fight Lightning
6. Wrack My Brain
7. Dead Giveaway
8. Brandy
9. You Belong to Me
10. Stop and Take the Time to Smell the Roses

Die Plattenfirma lehnte allerdings eine Veröffentlichung in dieser vorgelegten Form ab, sodass Ringo Starr in den USA Mitte August 1981 bei Boardwalk Records und für den Rest der Welt bei RCA einen neuen Plattenvertrag unterschrieb, der allerdings in den USA und Großbritannien auf diese eine Albumveröffentlichung beschränkt blieb. Im Oktober 1981 wurde das Album nun unter dem Titel Stop and Smell the Roses fertiggestellt und im Folgemonat schließlich veröffentlicht. Der Song You Can't Fight Lightning, der während der Album-Sessions aufgenommen wurde, wurde von Starr für das Album Give More Love 2017 neu aufgenommen.

## Covergestaltung
Das Cover entwarf John Kosh. Die Coverfotos wurden von Aaron Rapoport aufgenommen.

## Titelliste
Seite 1:
1. Private Property (Paul McCartney) – 2:44
  - Produziert von Paul McCartney
2. Wrack My Brain (George Harrison) – 2:21
  - Produziert von George Harrison
3. Drumming is My Madness (Harry Nilsson) – 3:29
  - Produziert von Harry Nilsson
4. Attention (Paul McCartney) – 3:20
  - Produziert von Paul McCartney
5. Stop and Take the Time to Smell the Roses (Harry Nilsson, Richard Starkey a) – 3:08
  - Produziert von Harry Nilsson

Seite 2:
1. Dead Giveaway (Richard Starkey, Ron Wood) – 4:28
  - Produziert von Ron Wood und Ringo Starr
2. You Belong to Me (Pee Wee King, Redd Stewart, Chilton Price) – 2:09
  - Produziert von George Harrison
3. Sure to Fall (Carl Perkins, Quinton Claunch, William Cantrell) – 3:42
  - Produziert von Paul McCartney
4. You’ve Got a Nice Way (Stephen Stills, Michael Stergis) – 3:33
  - Produziert von Steven Stills
5. Back Off Boogaloo (Richard Starkey) – 3:16
  - Produziert von Harry Nilsson

Bonus-Titel 1994:
1. Wake Up (Richard Starkey) – 3:45
  - Produziert von Steven Stills
2. Red and Black Blues (Lane Tietgen) – 3:20
  - Produziert von Steven Stills
3. Brandy (Joseph B. Jefferson, Charles B. Simmons) – 4:08
  - Produziert von Ronnie Wood und Ringo Starr
4. Stop and Take the Time to Smell the Roses (Original Vocal Version) (Harry Nilsson, Richard Starkey) – 3:09
  - Produziert von Harry Nilsson
5. You Can’t Fight Lightning (Richard Starkey) – 5:41
  - Produziert von Paul McCartney
6. Hand Gun Promos – 2:03

## Wiederveröffentlichungen
- Die Erstveröffentlichung im CD-Format erfolgte in den USA im September 1994 bei Capitol Records mit sechs Bonustiteln. Der CD liegt ein 18-seitiges Begleitheft bei, das Informationen zu den Liedern und dem Album von Matt Hurwitz und die Liedtexte enthält.[2]
- Zu Werbezwecken für die (Wieder-)Veröffentlichung der Alben Stop and Smell the Roses und Old Wave veröffentlichte Right Stuff 1994 eine Promotion-CD, die folgende sechs Lieder enthält: Wrack My Brain, Dead Giveaway, Private Property (längere bisher unveröffentlichte Version), Be My Baby, In My Car und She’s About a Mover.[3]
- Im Juni 2010 wurde die CD auf dem Label MaxCat Records mit einem anderen Cover und mit nur zehn Liedern wiederveröffentlicht.[4]
- Am 22. April 2023 wurde die LP anlässlich des Record Store Day 2023 auf dem Label Culture Factory USA, mit einer Bonus-LP mit den sechs Bonustiteln der CD von 1994, wiederveröffentlicht.[5] Es wurde auch eine remasterte CD-Version des Albums veröffentlicht. Diese Veröffentlichung entspricht der Veröffentlichung von 1994.[6]
- Im November 2024 erschien das Vinyl-Album als Picture Disc.[7]

## Single-Auskopplungen

### Wrack My Brain
Die erste Single Wrack My Brain / Drumming Is My Madness erschien vorab am 26. Oktober 1981 in den USA und am 13. November in Großbritannien. In Kanada wurde exklusiv eine andere Abmischung von Wrack My Brain auf der dort erschienenen Single veröffentlicht.
Die Promotionsingle wurde in den USA wie folgt veröffentlicht: auf der A-Seite befindet sich die Monoversion und auf der B-Seite die Stereoversion der A-Seite der Kaufsingle.

### Private Property
In den USA und Deutschland wurde am 11. Januar 1982 als zweite Single Private Property / Stop and Take the Time to Smell the Roses veröffentlicht.
Die Promotionsingle wurde in den USA wie folgt veröffentlicht: auf der A-Seite befindet sich die Monoversion und auf der B-Seite die Stereoversion der A-Seite der Kaufsingle.

### Weitere Single
Im November 1994 wurde in den USA anlässlich der CD-Veröffentlichung die Single Wrack My Brain / Private Property als 7″-Jukeboxsingle in rotem Vinyl veröffentlicht.

## Sonstiges
- Für die Lieder Wrack My Brain und Private Property wurden Musikvideos für Werbezwecke aufgezeichnet.
- Im Januar 1982 wurde mit Paul und Linda McCartney, neben Ringo Starr, als weitere Hauptdarsteller für Werbezwecke der zehnminütige Film The Cooler gedreht, in dem die Lieder Private Property, Attention und Sure to Fall enthalten sind.

## Chartplatzierungen
Album
| ChartsChartplatzierungen       | Höchstplatzierung | Wochen |
| ------------------------------ | ----------------- | ------ |
| Österreich (Ö3)                | 13 (4 Wo.)        | 4      |
| Vereinigte Staaten (Billboard) | 98 (12 Wo.)       | 12     |

Singles

| Jahr | Titel          | Höchstplatzierung, Gesamtwochen, AuszeichnungChartplatzierungen (Jahr, Titel, , Platzierungen, Wochen, Auszeichnungen, Anmerkungen) | Höchstplatzierung, Gesamtwochen, AuszeichnungChartplatzierungen (Jahr, Titel, , Platzierungen, Wochen, Auszeichnungen, Anmerkungen) | Anmerkungen |
| Jahr | Titel          | CH | US | Anmerkungen |
| ---- | -------------- | --- | --- | ----------- |
| 1981 | Wrack My Brain | CH10 (3 Wo.)CH | US38 (11 Wo.)US |             |